# Северович, Никола
Никола Северович (серб. Никола Северовић, хорв. Nikola Severović; 1911, Беланово-Село — 13 июля 1943, Лудбрешки-Иванац) — югославский хорватский крестьянин, деятель партизанского движения в годы Народно-освободительной войны, Народный герой Югославии.

## Биография
Родился в 1911 году в Беланове-Селе близ Лудбрега в бедной семье. Окончив начальную школу, остался в своей деревне работать в поле. В 1941 году после начала войны в Югославии ушёл в партизанское подполье, был принят в КПЮ за активную помощь партизанам. В первой половине 1942 года был арестован усташами, но затем отпущен на свободу, после чего вступил в Калницкий партизанский отряд.
Никола прошёл путь от командира десятка до командира роты и командира батальона (в мае 1943 года возглавил 3-й батальон Калницкого отряда). Участвовал во множестве боёв, организовал подрыв немецкого состава близ Новски и лично уничтожил 14 немецких солдат. Стараниями Николы были подорваны ещё четыре немецких поезда. Сам он участвовал в битве за Велики-Поганец, в ходе которой была освобождена половина деревни и разгромлена большая часть германского гарнизона.
После битвы за Велики-Поганец батальон Северовича был отправлен на рейд в Лудбрешки-Иванац. Там же 13 июля 1943 усташская авиация организовала авианалёт, и Никола Северович погиб от взрыва авиабомбы. Указом Иосипа Броза Тито от 27 ноября 1953 он был посмертно награждён званием и Орденом Народного героя Югославии.